# Keisuke Katō
Keisuke Katō (加藤 慶祐?, Katō Keisuke; Saitama, 2 settembre 1988) è un attore e personaggio televisivo giapponese.
Ha iniziato la sua carriera all'interno del mondo dello spettacolo partecipando a vari spettacoli televisivi, per poi farsi immediatamente notare nel ruolo di Ivory in Happy Boys e nel primo film ispirato alla serie Takumi-kun.
Fa parte del gruppo dei PureBoys e si è diplomato nel 2008, attualmente frequenta il college.

## Filmografia

### Dorama
- Happy! 2 (TBS, 2006)
- Happy Boys (TV Tokyo, 2007) - Kitamura Kousuke (Ivory)
- Hanazakari no Kimitachi e / Ikemen♂Paradise (Fuji TV, 2007) - Yao Hikaru
- Hontou ni Atta Kowai Hanashi Summer Special 2007 (FujiTV, 2007)
- Tadashii Ouji no Tsukurikata (TV Tokyo, 2008) - Sakura Tamon [ep. 12]
- Kamen Rider Kiva (TV Asahi, 2008) - Keisuke Nago/Kamen Rider IXA
- Mei-chan no Shitsuji (Fuji TV, 2009) - Roppongi
- Buzzer Beat (Fuji TV, 2009) - Oze Yoichi
- Kamen Rider Decade (TV Asahi, 2009) as Keisuke Nago/Kamen Rider IXA (cameo, solo voce)

### Cinema
- The Death Game Park(2010)
- Madafakutori (lead role) as Akira
- Ongakubito (2010)
- Takumi-kun Series ~Soshite Harukaze Ni Sasayaite~ (2007) as Saki Giichi (Gii)
- Kamen Rider Kiva: The King of Hell Castle (2008) as Keisuke Nago/Kamen Rider Ixa